# Белишево (Нижньогородська область)
Белишево (рос. Белышево) — село в Ветлузькому районі Нижньогородської області Російської Федерації.
Населення становить 303 особи. Входить до складу муніципального утворення Волиновська сільрада.

## Історія
Від 2009 року входить до складу муніципального утворення Волиновська сільрада.

## Населення
| 1999 | 2002 | 2010 |
| ---- | ---- | ---- |
| 392  | ↘391 | ↘283 |